# NGC 5973
NGC 5973 este o emission-line galaxy⁠(d) situată în constelația Balanța. A fost descoperită în 26 mai 1864 de către Albert Marth.